# Please Save My Earth
Please Save My Earth (ぼくの地球を守って - Boku no Chikyū o Mamotte?) es un manga creado a partir de los sueños de su autora, Saki Hiwatari, que se publicó en la revista Hana to Yume desde 1986 hasta 1994, contando con 21 volúmenes.
En años posteriores se lanzaron nuevas ediciones del manga en Japón: una edición bunko en 1998 con 12 volúmenes a cargo de Hakusensha Bunko, y una edición aizoban en 2004 con 10 volúmenes a cargo de Hakusensha Jets Comics. Fuera de Japón, Please Save My Earth se publicó en diferentes países, entre ellos España por la editorial MangaLine Ediciones en 2001. En 2023, Panini Manga ha lanzado una nueva edición que contará con 12 volúmenes.
Please Save My Earth cuenta con una adaptación a OVAs, una película y un vídeo musical. En 1993, se distribuyeron dos CD-Drama que narraban parte de la historia no contada en las OVAs.

## Argumento
El comienzo de la historia se sitúa en el Tokio de 1991. La cosmopolita capital de Japón. Allí encontramos a una tímida Alice Sakaguchi, quien se siente muy intimidada por su pequeño vecino de 8 años, Rin Kobayashi. Este niño la incomoda y siempre logra hacerla caer en sus trampas, inclusive, él le dará su primer beso. Tras esa bochornosa situación, Alice no querrá ver nunca más a Rin en su vida. Pero algo sucede. La madre de Rin va a su casa, para pedirle que se transforme en su niñera, pues dice que el niño este último tiempo se ha sentido muy a gusto con Alice. Al fin acepta, pese a sus temores. 
Un día, en que Alice lleva a Rin al Zoológico (ella posee el don de hablar con los animales) para que este pierda su peculiar miedo a los gatos (que será retratado y explicado cuando avance la historia), la joven por casualidad, se topa con Jinpachi, un chico de su misma escuela a quien vio en una situación muy comprometedora hace algunos días. Él –junto a su amigo Issei- la invitan a un café para explicarle adecuadamente lo que realmente sucedió. Alice narra lo que vio esa tarde por casualidad. 
Ese día, Jinpachi e Issei se miraban de forma extraña y hablaban cosas que llegaban a caer en la homosexualidad de ambos. En un determinado momento, ella hace un ruido y es descubierta y sale arrancando impactada. Jinpachi intenta explicarle a Alice, que no es lo que parece. Le comenta que junto con Issei, desde hace un tiempo, han comenzado a tener una serie de sueños en que ambos son científicos en una base lunar. Allí Jinpachi (con otro aspecto) se hace llamar Gyokuran, e Issei también está presente salvo por un pequeño detalle: en esa vida él es una chica llamada Enju. Ambos, según las referencias por los sueños, se aman. 
Por eso justo en ese instante Alice percibió parte de lo que ambos (Jinpachi e Issei) habían concluido tras haberse dado cuenta de que sus sueños eran los mismos y que tenían una relación en otra vida. Tras la aclaración, que no parece muy creíble, los chicos le cuentan a Alice que en sus sueños hay más personas. 
Se trata en total de siete científicos como ellos, con diferentes habilidades, que observaban la Tierra desde la Luna, pero que de un momento a otro fueron muriendo sin una causa aparente. Ellos pueden describir bastante bien a los otros científicos, por lo que deciden buscar a los demás reencarnados, para eso, publicarán los datos en una revista de misterio/terror, en la que otras personas cuentan sus experiencias extrasensoriales. Si existen más personas con los mismos sueños es probable que la lean y se puedan contactar con ellos. 
Alice sigue cuidando a Rin, mientras sus padres no están. Casi se acostumbra a la situación y comienza a tenerle cariño al niño, pues nota que es una persona muy sola. Sin embargo, ocurre un incidente. Rin cae por el balcón del departamento y ella trata de sujetarlo con todas sus fuerzas, pero no lo logra. El niño cae, pero afortunada (y milagrosamente) amortigua su golpe en las ramas de un árbol. Pasan unos días y Rin se vuelve más vulnerable. Lo único que quiere es ver a Alice, a pesar de lo ocurrido. No le tiene rencor, ni nada por el estilo. Tras el incidente, algo en él cambia vertiginosamente. Tras la publicación del caso en la revista, la respuesta no tarda mucho en llegar. Dos científicos más (reencarnados) envían una carta a Jinpachi, pues quieren reunirse.
Justo en esos días, Alice también tiene un sueño relacionado con la Luna. Según lo que ella vio y por lo que le cuenta al resto, ella es Mokuren, otra de las personas que observaban la Tierra en una vida pasada. Además, esta mujer tenía una especial atracción por este planeta, inclusive ella misma soñaba con reencarnarse en este mundo. A su lado, en el sueño, está Shion. Un joven de tez morena, que al parecer es su enamorado. Juntos pretenden seguir viviendo en la Tierra algún día. 
Ahora Alice asistirá también a la reunión, aunque no está muy convencida de ser Mokuren. Aun así, quiere conocer a la reencarnación de Shion. Al fin conocerán a los dos nuevos integrantes del clan. Se trata de una pareja, con años de percibir el primer sueño (desde su educación básica, precisamente). Ellos tienen más información al respecto. Saben, por ejemplo, la causa de la muerte de los siete científicos: un desconocido virus. El primero en morir fue Gyokuran (Jinpachi) y así, progresivamente, uno a uno, fueron dejando de existir. La madre de Rin le pide a la familia Sakaguchi que dejen que Alice se transforme en la novia de su pequeño. Alice, sin pedir más explicaciones decide aceptar. La razón: se siente muy comprometida con el incidente del balcón. Siente que no fue capaz de cuidarlo cuando más lo necesitaba. Por eso, en la próxima cita del grupo, Rin también será parte. Allí, los más experimentados contarán que cada científico poseía un don especial y en medio de esa plática, Rin interviene contra-argumentando un postulado. Se refiere a distintas teorías, en un lenguaje muy técnico y complicado con el que desecha la hipótesis por completo. Finalmente, se disculpa por no haberlo dicho antes, “pero yo tengo los recuerdos de Shukaido” Todos quedan más sorprendidos aún. Ya han encontrado a seis de los siete científicos, tan sólo falta Shion. La persona que Alice quiere conocer, pero este aún no da señales de vida.
En otro lugar, Haruhiko (Haru) sale del hospital para comprar su nuevo uniforme escolar. Al fin podrá regresar a la escuela. Todo esto bajo los atentos ojos de Tamura-san, un hombre que lo protegerá a como dé lugar. Se descubrirá que el muchacho tiene poderes psíquicos y que también ha soñado con la Base de la Luna. Además, se revelaran los verdaderos poderes de Rin (quien dice ser Shukaido) y lo que es capaz de hacer, con tal de conseguir sus objetivos. Esto hará dudar de toda su inocencia y presentará a los verdaderos protagonistas de esta historia: La traición, la venganza y la destrucción.

## La Base de la luna: un doloroso pasado
Gyokuran, el arqueólogo del grupo, fue el primero en morir a causa del desconocido virus. Lo siguió Shusuran, la científica encargada de los procesos físicos. En tercer lugar, dejó de existir Hiiragi. Más tarde, la antropóloga Enju, enfermó y corrió la misma suerte. Hasta ahí todo estaba relativamente normal, pues Shukaido (el médico) aún no encontraba una cura. Aquí se aprecia un oscuro triángulo amoroso entre la pareja conformada por Mokuren, Shion y el doctor. 
Los últimos desconfían el uno del otro. Aunque Mokuren le corresponde a Shion, Shukaido asegura que él “la lastimó” (en algunas partes con esto se refieren a que Shion habría violado a Mokuren, pero esta hipótesis ni siquiera sale a la luz en ninguno de los OVAs) y por esta razón urde un desgarrador plan en contra de su rival. 
Shukaido logra encontrar la cura y va donde Shion para vacunarlo. Le dice que Mokuren ya fue inoculada y que sólo falta él (Shukaido ya había contraído el virus y moriría pasara lo que pasara). Shion, al ver esta reacción por parte de Shukaido, se disculpa por todo lo que pensó de él y se deja inyectar. Shukaido muere (es el quinto) y para sorpresa de Shion, Mokuren también se contagia. Resulta que sólo existía una dosis de la vacuna, por lo tanto Shion está inmune al virus. La primera parte de la venganza de Shukaido se cumple, pues Shion ve morir a Mokuren (la bióloga, sexta en dejar de existir) sin poder hacer nada. 
En los últimos instantes, Mokuren le hace prometer a Shion que se verán en su próxima vida. Pero para lograr cumplir con su cometido, deberá quedarse solo, sin atentar contra su vida, pues si se suicida, no podrá reencarnarse ni volver a encontrarse con su amada. 
Pasan casi 9 años, cuando por fin la inmunidad de la vacuna termina y contrae el virus, Shion (el ingeniero con poderes psíquicos) desquiciado ya por la mezcla entre el engaño, una promesa y la soledad, es el último de los jóvenes en morir, no sin antes jurar vengarse por la trampa que le tendió Shukaido.
Rin Kobayashi tiene casi 9 años, he intenta manipular a Haru (el chico con poderes psíquicos) para su conveniencia, Rin no está diciendo toda la verdad, y la Torre de Tokio tiene que ver en todo esto.

## OVAs
Las OVAs fueron estrenadas en formato VHS entre 1993 y 1994. Años después, recibieron varios lanzamientos en formato DVD, entre ellos una edición coleccionista que incluía, además, la película y el vídeo musical. Las OVAs consiguieron un doblaje al inglés por parte de Viz Media en 1996. Cada una tiene una duración aproximada de 30 minutos.
La historia de las OVAs, pese a ser fiel a los hechos ocurridos en el manga, solo abarcan desde el volumen 1 hasta el volumen 8 de la edición original, omitiendo varias escenas relevantes que ocurren entre estos volúmenes, así como escenas que se dan lugar a partir del volumen 8, importantes para la comprensión de los hechos transcurridos en la Luna y el pasado de varios personajes. El final de la última OVA muestra de forma breve algunos eventos que suceden hasta llegar al final del manga, dejando un desenlace contado a medias y parcialmente inconcluso, con muchos hilos argumentales sin resolver.

### Equipo
- Historia Original: Saki Hiwatari.
- Director/Guion: Kazuo Yamazaki.
- Asistente de Dirección: Itsuro Kawasaki (a partir del episodio 2).
- Diseño de personajes: Takayuki Goto.
- Dirección de arte: Yuji Ikeda (hasta el episodio 2), Hajime Nagasaki (a partir del episodio 3).
- Dirección de fotografía: Akihiko Takahashi.
- Edición: Toshio Henmi, Yasue Funami Música: Hajime Mizoguchi.
- Director de sonido: Yasuo Uragami, Katsuyoshi Kobayashi.
- Productores: Tetsuya Maeda, Yuko Sakurai, Mitsuhisa Ishikawa.
- Producción: Production I.G.
- Producción: Hakusensha, Victor Entertainment, ING.

### Canciones
- Ending: Toki no Kioku (時の記憶)
  - Traducción del título: Memoria del tiempo.
  - Letra: Takako Nishikori, ARION.
  - Composición y arreglos: Yoko Kanno.
  - Interpretación: SEIKA.
- Canción de la OVA 4: Aria～Shion to Mokuren (紫苑と木蓮)
  - Traducción del título: Aria～Shion y Mokuren.
  - Interpretación: Mizuki Moritani.

### Lista de OVAs
| OVA | Título                                                                       | Fecha de lanzamiento     |
| --- | ---------------------------------------------------------------------------- | ------------------------ |
| 1   | Original: 覚醒（めざ）め - Kakusei (me za) me Traducción: El despertar       | 17 de diciembre de 1993  |
| 2   | Original: 出会い - Deai Traducción: La reunión                               | 25 de febrero de 1994    |
| 3   | Original: 月の記憶 - Tsuki no Kioku Traducción: Memorias de la Luna          | 25 de marzo de 1994      |
| 4   | Original: 想い - Omoi Traducción: Pensamientos                               | 27 de mayo de 1994       |
| 5   | Original: E·S·P Traducción: E·S·P                                            | 22 de julio de 1994      |
| 6   | Original: 転生、そして… - Tensei, soshite... Traducción: Reencarnación, y... | 23 de septiembre de 1994 |

## Película
Se estrenó por primera vez en formato VHS en 1995 a manos de Production I.G y Victor Entertainment bajo el nombre Boku no Chikyū o Mamotte: Alice kara, Rin-kun e (ぼくの地球を守って～亜梨子から、輪くんへ～), que traducido sería Please Save My Earth: De Alice, para Rin.
La película es realmente un resumen de las seis OVAs, narradas desde el punto de vista de Alice. En ella vemos como una Alice más adulta pasea a lo largo de un gran parque de cerezos en flor, mientras reflexiona sobre los hechos acontecidos años atrás. Al final del largometraje, se revela que ella había quedado allí para encontrarse con Rin.
Aunque la mayor parte de la película contenga escenas ya vistas en las OVAs, cerca del final se añade una escena nueva perteneciente al volumen 21 del manga, que da un final más cerrado a la historia.

## Vídeo musical
Boku no Chikyū o Mamotte Music Image Video ~Kiniro no Toki, Nagarete~ (ぼくの地球を守って Music Image Video ～金色の時 流れて～), aunque también se conoce como Please Save My Earth - The Passing of the Golden Age, fue lanzado en 2001 por parte de Production I.G y Victor Entertainment. Tiene una duración aproximada de 30 minutos.
Consiste en una recopilación de escenas sacadas de los OVAs y la película, sumadas a nuevas escenas pertenecientes a diferentes fragmentos del manga, que ocurren tanto antes como después del final de las OVAs.

### Lista de canciones
1. Prologue ~ Kiniro no Toki, Nagarete (Prologue~金色の時 流れて).
  - Traducción del título: Prólogo ~ La caída de la edad dorada.
  - Composición y arreglos: Yoko Kanno.
  - Letra e interpretación: Akino Arai.
2. Mikazuki no Shindai (三日月の寝台).
  - Traducción del título: La cama de la Luna creciente.
  - Composición e interpretación: Akino Arai.
  - Arreglo: Tamiya Terashima.
  - Letra: Yuho Iwasato.
3. Yume no Sumika (夢のすみか)
  - Traducción del título: La casa de los sueños.
  - Composición, arreglos, letra e interpretación: Rie Hamada.
4. Moon Light Anthem ~ Enju 1991 ~ (Moon Light Anthem  ~槐 1991~)
  - Traducción del título: Himno a la luz de la Luna ~ Enju 1991 ~.
  - Composición, letra e interpretación: Akino Arai.
  - Arreglos: Satoshi Kadokura.
5. Ring (Ring). 
  - Composición y arreglos: Yoko Kanno.
  - Letra e interpretación: Gabriela Robin.
6. Tokete Yuku Jikan (融けてゆく時間).
  - Traducción del título: El tiempo se desvanece.
  - Composición: Hajime Mizoguchi.
7. Toki no Kioku (時の記憶).
  - Traducción del título: Memoria del tiempo.
  - Composición y arreglos: Yoko Kanno.
  - Letra:  Takako Nishikiori y Arion.
  - Interpretación: SEIKA.
8. Epilogue: Etude ~ Tensei Gensou ~ (Epilogue: Etude ~転生幻想~).
  - Traducción del título: Epilogue: Etude ~ La fantasía de la reencarnación ~.
  - Composición: Hajime Mizoguchi.

## Please Save My Earth y su relación con otras obras de Saki Hiwatari
Inicialmente, Please Save My Earth iba a formar parte de la serie Kioku Senmei (記憶鮮明), también conocida como Vivid Remembrance, la obra que Saki Hiwatari había publicado años antes de comenzar a escribir PSME. De hecho, esta iba a titularse Kioku Senmei – Tokyo-hen. Pero, por diversos motivos, finalmente se decidió que PSME sería una obra independiente. Sin embargo, según la propia autora, ambas historias se desarrollan en el mismo universo, pues en ellas existe la organización ficticia denominada EPIA, encargada de encontrar y reclutar a personas con ESP.
El primer tomo de la serie Kioku Senmei (1985) no comparte una relación directa con la historia de PSME ni con sus personajes. En cambio, en el segundo tomo (2001), publicado siete años después de terminar la serialización de PSME, aparecen personajes de ambas obras, como Mikuro Yakushimaru o Raymond Vision. Si bien no es necesario haber leído el primer tomo de Kioku Senmei para entender PSME, el segundo tomo se disfruta y comprende mejor si se han leído anteriormente ambas historias.
Solo el segundo tomo de Kioku Senmei, titulado en japonés como Guuzen ga Nokosu Mono - Kioku Senmei II (偶然が残すもの - 記憶鮮明II, traduc. Lo que queda de la casualidad – Memorias Vívidas II), llegó a España gracias a MangaLine Ediciones bajo el nombre de Imposiciones del Destino - La historia de Mikuro.
Independientemente de Kioku Senmei, la historia de Please Save My Earth sigue ampliándose a día de hoy a través de sus secuelas: Envuelto por el resplandor de la Luna (ボクを包む月の光 - Boku wo Tsutsumu Tsuki no Hikari) y I sing with the Earth (ぼくは地球と歌う - Boku wa Chikyuu to Utau), la cual aún sigue en publicación.